# Madison (Indiana)
Madison ist eine City im Jefferson County im US-Bundesstaat Indiana. Sie wurde am 1. April 1809 gegründet und ist heute Hauptort (County Seat) des Countys.

## Geschichte

### Historische Objekte
- In Madison befindet sich der Madison Historic District. Der Distrikt umfasst 1666 Gebäude und wurde am 25. Mai 1973 vom National Register of Historic Places als historisches Denkmal mit der Nummer 73000020 aufgenommen. Er ist ebenfalls im National Historic Landmark eingetragen.[1][2]

- Im Madison Historic District gibt es einige prominente Gebäude. Dazu gehört unter anderem das Charles L. Shrewsbury House (auch bekannt als Shrewsbury-Windle House). Das Mitte des 19. Jahrhunderts errichtete Haus und wurde am 19. April 1994 vom National Register of Historic Places sowie vom National Historic Landmark als historisches Monument mit der Nummer 94001190 aufgenommen.[1][3]

## Allgemeines
Madison hatte im Jahr 2000 12.004 Einwohner auf einer Fläche von 23 Quadratkilometern. Die meisten erwerbstätigen Personen arbeiten nicht mehr als durchschnittlich 17 Minuten von ihrer Wohnadresse entfernt.
Madison hat eine Bootsrennentradition, die bis ins Jahr 1911 zurückgeht. Heute ist die Ortschaft auch bekannt für die Madison Regatta, eine Hydroplane-Regatta, die jeweils ums Wochenende des Unabhängigkeitstages auf dem Ohio River stattfindet. Im Jahr 2001 wurde in Madison ein Film mit Jim Caviezel gedreht, der von diesem Bootsrennen handelt.
Die Milton-Madison Bridge verbindet den Ort mit Milton.

## Schulen
Madison Consolidated Schools
- Madison Consolidated High School
- E.O. Muncie Elementary School

Southwestern Schools
- Southwestern Junior and Senior High School

Prince of Peace Catholic Schools
- Shawe Memorial High School
- Pope John XXIII Elementary School

Other Private Schools
- Christian Academy of Madison

## Söhne und Töchter
- Charles Reid Barnes (1858–1910), Botaniker
- Frank Buchanan (1862–1930), Politiker
- John R. Cravens (1819–1899), Politiker
- Danny Gibson (* 1984), Basketballspieler
- Augustin Reed Humphrey (1859–1937), Politiker
- Charles A. Korbly (1871–1937), Politiker
- Fielding Bradford Meek (1817–1876), Geologe und Paläontologe
- David Graham Phillips (1867–1911), Schriftsteller und Journalist
- Alphonse John Smith (1883–1935), Bischof von Nashville
- Paul Wolf (1915–1972), Schwimmer